# Trijntje Rust
Trijntje Roelofs Rust (geboren um 1796 in Wymeer; gestorben 1. November 1868 in Woerden) war eine niederländische Tagelöhnerin, Wahrsagerin und Diebin.

## Leben
Trijntje Rust wurde um 1796 in Wijmeer in Ostfriesland. Zwischen 1813 und 1816 heiratete sie Klaas Jan Duifker. Es ist nicht bekannt, ob aus dieser Ehe Kinder stammten. Rust arbeitete 1812 als Spinnerin in Winschoten. Sie wurde entlassen, weil sie gestohlen hatte. Im Mai desselben Jahres wurde sie zu einem Jahr Gefängnis verurteilt. In den darauffolgenden Jahren wurde sie regelmäßig erneut wegen Diebstahls verurteilt, teilweise in Kombination mit Betrug. In den Betrugsfällen gab sie sich als Wahrsagerin aus, die angeblich den Opfern der Diebstähle durch Kartenlegen, für das sie sich bezahlen ließ, helfen könne, das Diebesgut wiederzufinden.
Später in ihrer kriminellen Karriere konzentrierte sich Trijntje Rust zunehmend auf die Wahrsagerei und den Verkauf von „Zaubertränken“. Es stellte sich 1853 heraus, dass sie eine Arbeiterin der Trips Compagnie nicht nur ausgeraubt, sondern ihr auch Zaubertränke gegeben habe, mit denen sie dafür sorgen konnte, dass der Vater ihres Kindes sie heiratete. Dafür wurde sie zu fünf Jahren Gefängnis verurteilt. Im Oktober 1859 machte sie den Einwohnern von Nieuw-Buinen mithilfe von Karten Vorhersagen und gab ihnen Getränke und Anweisungen für Heilungsrituale. Als sie im Mai 1860 dafür verurteilt wurde, saß sie bereits in Groningen im Gefängnis, da sie in Muntendam wegen Landstreicherei festgenommen worden war.
Sie wurde im August 1866 beim Betteln im Stadskanaal erwischt und im November bot sie einer Frau in Winschoten an, die Zukunft vorherzusagen. Von der Frau erhielt sie fünf Cent, nur damit sie sie loswurde. Am 19. Dezember 1866 wurde Trijntje zu sechs Jahren und acht Monaten Gefängnis in Groningen verurteilt. Die ersten vier Monate verbrachte sie in Groningen. Danach wurde sie nach Woerden verlegt, wo sie am 1. November 1868 im Alter von 72 Jahren starb.